# Rally Cidade de Narón de 2014
El Rally Cidade de Narón de 2014 fue la vigésimo séptima edición y la cuarta cita de la temporada 2014 del Campeonato de Galicia de Rally. Se celebró entre el 7 de junio y contó con un itinerario compuesto por ocho tramos sobre el asfalto.

## Itinerario
| Día   | TC   | Tramo                   | Distancia | Hora  | Ganador     | Tiempo    |
| ----- | ---- | ----------------------- | --------- | ----- | ----------- | --------- |
| Día 1 | TC 1 | Talleres Casal y Pernas | 10,84km   | 09:05 | Pedro Burgo | 6:56.447  |
| Día 1 | TC 2 | Fercarpi Galicia        | 16,29km   | 09:43 | Iván Ares   | 11:13.275 |
| Día 1 | TC 3 | Talleres Casal y Pernas | 10,84km   | 11:45 | Iván Ares   | 6:53.930  |
| Día 1 | TC 4 | Fercarpi Galicia        | 16,29km   | 12:23 | Iván Ares   | 10:57.998 |
| Día 1 | TC 5 | Talleres Breogan        | 10,33km   | 16:37 | Iván Ares   | 6:38.968  |
| Día 1 | TC 6 | Camping O Raso          | 16,32km   | 17:14 | Pedro Burgo | 11:15.029 |
| Día 1 | TC 7 | Talleres Breogan        | 10,33km   | 19:09 | Iván Ares   | 6:32.631  |
| Día 1 | TC 8 | Camping O Raso          | 16,32km   | 19:46 | Iván Ares   | 11:20.800 |

## Clasificación final
| #   | Piloto                    | Copiloto                    | Automóvil                | Tiempo      | Difere.   |
| --- | ------------------------- | --------------------------- | ------------------------ | ----------- | --------- |
| 1.  | Iván Ares                 | Álvaro Bañobre              | Porsche 911 GT3          | 1h12:03.938 | 0.0       |
| 2.  | Pedro Burgo               | Marcos Burgo                | Porsche 911 GT3          | 1h13:00.285 | +56.347   |
| 3.  | Alberto López Belón       | Aarón M. Castrodá           | Mitsubishi Lancer Evo X  | 1h14:38.476 | +2:34.538 |
| 4.  | Ricardo Costa Sousa       | Nuno Almeida Sousa          | Mitsubishi Lancer Evo X  | 1h14:55.849 | +2:51.911 |
| 5.  | Javier Martínez Carracedo | Marcos Fernández Domínguez  | Renault 5 GT Turbo       | 1h16:00.519 | +3:56.581 |
| 6.  | Celestino Iglesias Cores  | Alberto Rodríguez Fernández | Ford Fiesta R2           | 1h16:15.989 | +4:12.051 |
| 7.  | David García Sanjuán      | Juan F. García Fernández    | Peugeot 106 GTI          | 1h16:18.146 | +4:14.208 |
| 8.  | Daniel Castro Rodríguez   | Sergio Martínez Luaces      | Peugeot 206 XS           | 1h18:24.441 | +6:20.503 |
| 9.  | Antonio Pérez Orozco      | David Míguez Castro         | Peugeot 206 XS           | 1h18:31.728 | +6:27.790 |
| 10. | José Luis González Conde  | Víctor González Conde       | Mitsubishi Lancer Evo IX | 1h18:56.744 | +6:52.806 |